# Joy (cráter)
Joy es un pequeño cráter de impacto lunar ubicado en el terreno irregular justo al oeste del Mare Serenitatis. Es un elemento circular en forma de copa con un borde levemente levantado. El cráter fue designado inicialmente Hadley A hasta que fue renombrado por la UAI. El Mons Hadley se encuentra al oeste-noroeste en la cordillera de los Montes Apenninus.
|  |